# Lucija Stupica
Lucija Stupica, slovenska pesnica, * 19. maj 1971, Celje.
Za svoj prvenec »Čelo na soncu« iz leta 2001 je prejela nagrado za najboljši prvenec Slovenskega knjižnega sejma in nagrado Zlata ptica. Izdala je še pesniški zbirki Vetrolov leta 2004 in Otok, mesto in drugi leta 2008. Prevodi njenih pesmi so izšli na Švedskem, Hrvaškem, v Srbiji in Makedoniji. Med letoma 2004 in 2010 je sooblikovala pesniški festival Pranger. Leta 2010 je prejela nemško nagrado za vzhodnoevropske avtorje Huberta Burda, leta 2014 pa še švedsko nagrado za priseljene avtorje Klas de Vylder.

## Pesniške zbirke
- Čelo na soncu (2001)
- Vetrolov (2004)
- Otok, mesto in drugi (2008)
- Točke izginjanja (2019)
- Magnolija. Njena zgodba (2024)